# Campagne des Dix-Jours
Guerre belgo-néerlandaise
Batailles
Ravels (2 août) • Turnhout (3 août) • Helchteren  (5 août) • Houthalen (6 août)  • Lanaken  (6 août)  • Kermt (nl) (7 août) • Hasselt (8 août)  • Boutersem (11 août) • Louvain (12 août)
La campagne des Dix-Jours est un épisode de la guerre belgo-néerlandaise qui eut lieu du 2 au 12 août 1831, lorsque le roi des Pays-Bas, Guillaume Ier, envahit la Belgique dans le but de reconquérir les huit provinces qui avaient déclaré leur indépendance du royaume uni des Pays-Bas le 4 octobre 1830, à la suite de la révolution belge.
Avec l'aide de l'armée expéditionnaire française, les jeunes forces armées belges parvinrent à repousser l'assaut néerlandais sans toutefois chasser toutes les garnisons restées dans certaines forteresses, comme celles d'Anvers ou de Maastricht, ce qui entraîna de nouveaux conflits.

## Contexte
Le royaume uni des Pays-Bas fut créé par le congrès de Vienne après la fin des guerres napoléoniennes et le démembrement du Premier Empire français dont faisait partie la région (anciennes Provinces-Unies et Pays-Bas autrichiens). Les puissances européennes victorieuses lui avaient choisi un roi : Guillaume Ier de la maison d'Orange-Nassau. Cependant, le mariage entre Belges et Néerlandais ne se passe pas comme prévu. Les premiers, majoritairement catholiques, se sentent opprimés par les « Hollandais » majoritairement protestants, notamment sur le plan politique, alors qu'ils représentent la majorité de la population. La révolution belge éclate à l'été 1830, engendrant le début de la guerre belgo-néerlandaise et, le 4 octobre 1830, les huit provinces méridionales réunies sous un gouvernement provisoire font sécession en déclarant unilatéralement l'indépendance de la Belgique. Celle-ci est reconnue le 20 décembre 1830 par les puissances européennes réunies lors de la conférence de Londres, à l'exception notable du roi des Pays-Bas.
Le 20 janvier 1831, la conférence proclame la neutralité et l’inviolabilité perpétuelle de la Belgique. Afin d'en délimiter les frontières, les puissances proposent le traité des XVIII articles mais celui-ci est refusé par Guillaume 1er. Les révolutionnaires belges occupaient en effet tout le Limbourg avec ses forteresses (dont Maastricht et Venlo), et revendiquaient également le grand-duché de Luxembourg et sa forteresse, alors possession personnelle du roi et État membre de la Confédération germanique mais dont la population s'était en partie jointe à la révolution.
Les puissances choisissent aussi de faire du nouvel État une monarchie constitutionnelle et nomment un prince germanique, Léopold de Saxe-Cobourg, comme premier roi des Belges. Celui-ci prête serment le 21 juillet 1831.

## Prologue
La guerre belgo-néerlandaise éclata en même temps que la révolution belge : dès le 25 aout 1830, lors de la représentation de la pièce de théâtre La Muette de Portici au théâtre royal de la Monnaie de Bruxelles. Les insurgés mènent d'abord une guerre de barricades, parvenant à chasser l’armée néerlandaise de la ville lors de l'épisode des Journées de septembre. L'armée royale dut alors faire face à une désertion massive des troupes des provinces du sud.
Les soldats étaient réticents à l’idée de se battre contre le peuple dont ils étaient originaires ou parmi lequel ils étaient stationnés depuis longtemps. Au total, deux tiers des troupes placées dans les provinces belges ne répondirent plus présent. Le moral des troupes restées fidèles au roi Guillaume Ier fut gravement entamé, alors que la révolte s'étendait à d'autres villes du pays et que plusieurs armées de volontaires rejoignaient Bruxelles, comme les troupes liégeoises menées par Charles Rogier.
L'élite des troupes néerlandaises était stationnée en Indonésie, colonie des Pays-Bas et, jusque dans ce pays lointain, des militaires d'origine belge allaient se rebeller dans les mois qui allaient suivre, lorsqu'ils apprendraient les événements de Belgique avec le retard entraîné par la lenteur des communications maritimes de l'époque[réf. nécessaire].
Alors que les Belges de l'étranger s'émouvaient, notamment en France où ils formaient des troupes de volontaires, le défaitisme néerlandais permit aux révolutionnaires belges de prendre rapidement le contrôle de la Belgique.
Les chefs de la révolution, manquant de temps pour organiser une force armée professionnelle du fait du départ des officiers supérieurs qui étaient majoritairement néerlandais, pensaient qu'une guerre populaire improvisée pourrait suffire à défendre le pays.
Le roi Guillaume Ier vivait la sécession belge comme un échec personnel et, après d'échec des négociations lors de la conférence de Londres puis de la nomination du Prince Léopold de Saxe-Cobourg comme premier roi des Belges, prit la décision d'envahir la Belgique pour reconquérir ses territoires.

## Forces en présence

### Belgique
- Armée de la Meuse, Nicolas Joseph Daine, 12 000 hommes et 18 canons.
- Armée de l'Escaut
- Les chasseurs Niellon, corps franc dirigé par Charles Niellon

### France
- Armée du Nord, Étienne Maurice Gérard

### Pays-Bas
- Première division, Bernard de Saxe-Weimar-Eisenach
- Deuxième division, Josephus Jacobus van Geen (nl)
- Troisième division, Adriaan Frans Meijer (nl), Gijsbertus Martinus Cort Heyligers
- Division de réserve, Frederik Knotzer (nl)

## La campagne militaire

Les mouvements de troupes de la Campagne des Dix-Jours.

### Invasion néerlandaise
À l’aube du 2 août 1831, les troupes néerlandaises violèrent l'armistice imposé depuis le 4 novembre 1830 et traversèrent la frontière près de Poppel, dans la province d'Anvers. Les premières escarmouches entre les troupes belges et néerlandaises eurent lieu près de Ravels. Le prince d’Orange soutint en personne ses troupes dirigées par des officiers qui avaient l'expérience des guerres de l'Empire français.
Les Belges, utilisant les forêts pour s'y fondre, se rallièrent dans Turnhout. La ville était défendue par la troupe du général Charles Niellon dont on dit qu'il y avait sauvé l'honneur de l'armée en résistant 24 heures avant de parvenir à soustraire ses hommes à l'ennemi. Alors que les premiers combats de rue et les attaques surprises des débuts de la révolution s'étaient soldés par des succès pour les volontaires, il manquait par contre à ceux-ci l'entraînement nécessaire pour exécuter des batailles rangées en ordre serré contre des troupes appuyées par une forte artillerie, ce qui manquait le plus à la jeune armée belge.
Le 4 août, le drapeau néerlandais fut hissé sur le fort d’Anvers, à la suite de la prise de la ville. Cependant le prince d’Orange demanda à ce qu’on retire ce drapeau car il estimait que cela aurait symbolisé l’occupation de la Belgique et non la restauration de l’autorité néerlandaise.
Au même moment, les différentes armées néerlandaises pénètrent plus profondément encore dans le territoire belge et défirent facilement de nombreuses milices et deux armées régulières belges : l'armée de la Meuse à Hasselt et l'armée de l’Escaut à Boutersem. Le jour suivant, les Néerlandais battent les Belges près de Louvain.
Il restait malgré tout, à Liège, quelques troupes régulières du général Daine, ainsi que les volontaires limbourgeois commandés par de Brouckère. Une partie d'entre eux était originaire de la partie nord-est du Limbourg (qui fut finalement rendue à la confédération germanique en 1839, lors du partage du Limbourg entre la Belgique et les Pays-Bas par le traité des XXIV articles).
De plus, Bruxelles et le sud du pays restaient encore aux mains des révolutionnaires.

### Contre-attaque française
Pour les Belges tout n'était pas encore perdu ; cependant, le 8 août 1831, le roi des belges Léopold Ier, à peine intronisé, appela la France qui, avec l'Angleterre, s'était portée garante de l'indépendance belge. Le gouvernement belge se rallia à l'intervention française, n'attendant même pas l'accord des chambres, en principe requis par la constitution belge pour toute intervention militaire sur le territoire de la Belgique. Avec une célérité qui peut paraître étonnante pour l'époque, mais due à l'utilisation des télégraphes optiques, l’armée du Nord française commandée par le maréchal Gérard passa la frontière le jour suivant. Pendant ce temps-là, l'armée néerlandaise, aventurée jusqu'à l'est de Bruxelles, se sentait entourée par un pays hostile et craignait de devoir faire face à une guerre de guérilla, cauchemar des généraux de l'époque.
Le roi des Pays-Bas pouvait compter sur l'aide de la Prusse et de la Russie. Pourtant, ces puissances étaient dérangées par la révolution belge qui était une atteinte au congrès de Vienne. Mais le roi de Prusse, Frédéric-Guillaume III, manquait de moyens pour s'engager loin à l'ouest de son territoire et les troupes du tsar de Russie, Nicolas Ier, étaient retenues pour mater la révolte polonaise. L'armée des Pays-Bas était donc laissée à elle-même face aux Français qui montaient du sud, bien qu'ils aient reçu l'ordre de ne pas provoquer le combat, et des volontaires, sous la direction du chef insurgé de Brouckère[Lequel ?], venant du nord.
Se sentant pris entre deux adversaires, craignant de devoir combattre contre les Belges sur ses arrières et inquiet des intentions des Français, le commandant néerlandais évacua soudainement toutes ses positions en Belgique à l'exception notable de la citadelle d'Anvers, ce qui conduira, un an plus tard, à un nouveau conflit et de celle de Maastricht qui fera l'objet de vives discussions lors des négociations de paix.

### Issue
Bien que la campagne fut une défaite pour les forces armées belges, l'intervention française de l'armée française du Nord permit de remporter la victoire finale. Un cessez-le-feu fut signé le 12 août à Pellenberg, dans la province de Brabant et les troupes néerlandaises commencèrent alors à quitter le territoire de la Belgique.

## Épilogue

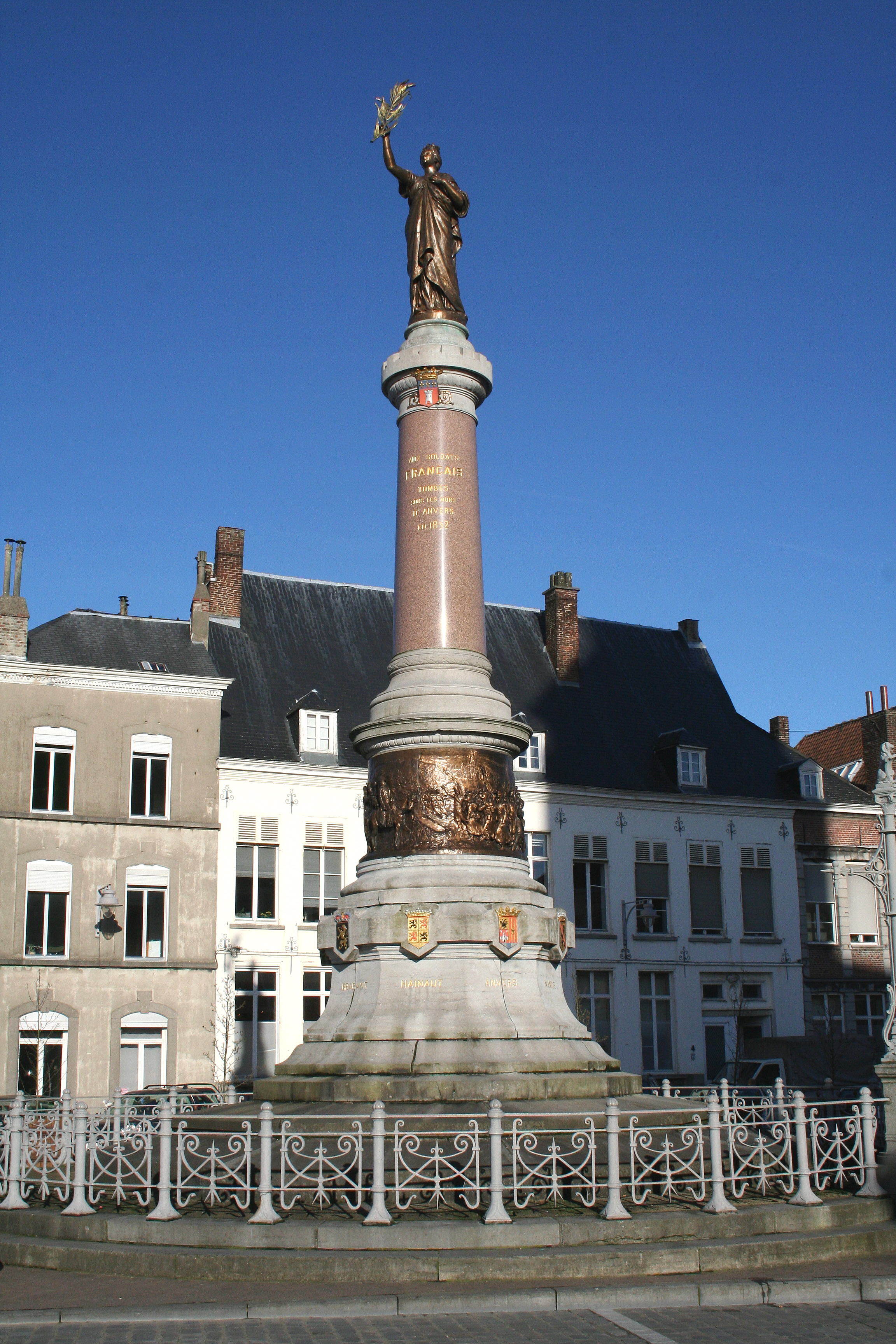
Monument rappelant le souvenir des soldats français morts durant le siège de la citadelle d'Anvers en 1832. (Tournai, place de Lille)

Malgré sa défaite, Guillaume 1er refusa de reconnaitre l'indépendance de la Belgique et de signer le nouveau traité ratifié par la conférence de Londres le 15 novembre 1831 : le traité des XXVII articles, qui officialisait pourtant la séparation des deux royaumes. Il pensait en effet que la Belgique n'était pas viable et que ce ne serait qu'une question de temps pour que celle-ci ne s'effondre et ne repasse sous son giron. En conséquence de quoi, il laissa une garnison dans plusieurs forteresses, notamment celle de Maastricht, mais aussi dans celle d'Anvers. Cette présence néerlandaise sur son territoire était inacceptable pour la Belgique, mais son armée n'avait toutefois pas les moyens de les en déloger. Lassé de la situation, Léopold Ier requit une nouvelle fois l'aide de la France et l'Armée du Nord du Maréchal Étienne Maurice Gérard revint dès le 15 novembre 1832 puis mit le siège devant la citadelle anversoise. La reddition du commandant néerlandais, le général David Chassé, eut lieu le 23 décembre et ses dernières troupes se retirèrent définitivement aux Pays-Bas.
Toutefois, il restait encore une garnison dans la forteresse de Maastricht. Les pourparlers en vue d'une solution diplomatique furent engagés et conclus par la convention de Londres signée le 2 mai 1833. Celle-ci prépara le terrain des négociations de paix et de la fin de la guerre belgo-néerlandaise, qui fut actée lors de la convention de Zonhoven signée le 18 novembre 1833.
Guillaume Ier n'avait pas réussi à reconquérir la Belgique, mais cet échec fut tempéré, plus tard, par le fait que le jeune royaume allait se voir imposer par la conférence de Londres de 1839, le traité des XXIV articles qui lui était nettement moins favorable que le traité des XVIII articles de 1830. En effet, la Belgique perdait la moitié du Limbourg et la partie germanophone du Luxembourg, tous deux rendus à la Confédération germanique, l'un sous forme de duché de Limbourg et l'autre sous forme de grand-duché de Luxembourg. Ce dernier territoire, qui deviendra ultérieurement le pays indépendant que l'on connait aujourd'hui, ne faisait pas partie du royaume uni des Pays-Bas, mais y était lié au travers d'une union personnelle car il était la propriété de la maison d'Orange-Nassau, et le roi des Pays-Bas était alors également le grand-duc du Luxembourg.
Ce n'est que lors de la signature de ce traité que l'indépendance belge fut reconnue par les Pays-Bas, le 19 avril 1839.